# سوف‌های شیشه‌ای
سوف‌های شیشه‌ای (نام علمی: Centropomidae) نام یک تیره از زیرراسته سوف‌ماهی‌شکلیان است.